# Yorkville (Tennessee)
Yorkville és una població dels Estats Units a l'estat de Tennessee. Segons el cens del 2000 tenia 293 habitants.

## Demografia
Segons el cens del 2000, Yorkville tenia 293 habitants, 116 habitatges, i 88 famílies. La densitat de població era de 79,7 habitants/km².
Dels 116 habitatges en un 33,6% hi vivien nens de menys de 18 anys, en un 62,1% hi vivien parelles casades, en un 10,3% dones solteres, i en un 23,3% no eren unitats familiars. En el 20,7% dels habitatges hi vivien persones soles el 13,8% de les quals corresponia a persones de 65 anys o més que vivien soles. El nombre mitjà de persones vivint en cada habitatge era de 2,53 i el nombre mitjà de persones que vivien en cada família era de 2,9.
Per edats la població es repartia de la següent manera: un 25,3% tenia menys de 18 anys, un 4,4% entre 18 i 24, un 31,1% entre 25 i 44, un 17,4% de 45 a 60 i un 21,8% 65 anys o més.
L'edat mediana era de 39 anys. Per cada 100 dones de 18 o més anys hi havia 88,8 homes.
La renda mediana per habitatge era de 26.111 $ i la renda mediana per família de 37.813 $. Els homes tenien una renda mediana de 28.125 $ mentre que les dones 21.250 $. La renda per capita de la població era de 13.805 $. Entorn del 3,4% de les famílies i el 9,2% de la població estaven per davall del llindar de pobresa.

## Poblacions més properes
El següent diagrama mostra les poblacions més properes.